# + +
+ + (leído como «plus plus») es el primer extended play (EP) del grupo femenino surcoreano Loona. Fue lanzado el 20 de agosto de 2018 por Blockberry Creative y distribuido por Danal Entertainment. El EP fue respaldado por el sencillo prelanzado, «Favorite» y el sencillo principal, «Hi High», el mismo día del lanzamiento del EP.
El EP fue el segundo álbum debut más vendido de un grupo de chicas en 2018 con 52 823 copias físicas vendidas. Ha vendido más de 107 248 copias físicas combinadas hasta mayo de 2020.
Una versión reempaquetada, X X (estilizada como × × ; leído como «multiple multiple») fue lanzada el 19 de febrero de 2019 por Blockberry Creative y distribuida por Kakao M. 

## Historia
El 2 de octubre de 2016, Blockberry Creative anunció que debutarían con su primer grupo de chicas a través de un proyecto previo al debut de 18 meses de duración. Entre octubre de 2016 y enero de 2017 se presentaron las integrantes HeeJin, HyunJin, HaSeul y YeoJin. Luego, entre abril y julio de 2017, los miembros ViVi, Kim Lip, JinSoul y Choerry fueron presentados oficialmente. Finalmente, entre noviembre de 2017 y marzo de 2018, los miembros Yves, Chuu, Go Won y HyeJu (anteriormente Olivia Hye) fueron presentados oficialmente.
El 15 de agosto, Blockberry publicó la lista de canciones oficial del álbum y fijó la fecha de lanzamiento para el 20 de agosto de 2018 a las 6 p.m. KST.

### Entrega de la reedición
Blockberry Creative lanzó un teaser de 26 segundos titulado «X X» el 14 de octubre de 2018, en el canal oficial de YouTube de Loona, que presentaba eventos del video musical «Hi High» al revés. Se lanzó otro avance el 1 de enero de 2019, luego de más avances que se lanzaron una vez cada semana de enero.
El 19 de febrero de 2019 se lanzó una versión reeditada del álbum llamada X X, con «Butterfly» como sencillo principal junto con otras cinco pistas agregadas a la lista de canciones original. Fue distribuido por Kakao M tanto en formato digital como físico. 

## Sencillos
«Favorite» fue lanzado como sencillo previo al debut el 7 de agosto. «Hi High» fue lanzado como sencillo principal junto con el EP el 20 de agosto. El 17 de agosto se lanzó un avance del vídeo musical. 
«Butterfly» fue lanzado como el sencillo principal de la versión reeditada del EP el 19 de febrero de 2019. 

## Música y letras
El álbum se abre con una introducción instrumental de ensueño titulada «+ +» que presenta sintetizadores suaves, riffs de guitarra artificiales y veraniegos, chasquidos de dedos digitales, el cambio continuo de las melodías y la superposición de voces susurradas y muestras de silbidos manipulados. Le sigue el efervescente sencillo principal «Hi High», que es una brillante canción de electropop, bubblegum pop y pop experimental con ritmos vibrantes, un tempo vivaz, voces explosivas, ritmos extravagantes y sintetizadores. «Favorite» (estilizado como «favOriTe») es una canción dance-pop y R&B alternativo inspirada en el hip-hop que incorpora un sonido más carismático y bullicioso. Añadiendo trinos prominentes y sintetizadores que impulsan la melodía hasta su coro dinámico, además de un puente mareado más adelante en la canción, la canción condensa la naturaleza innovadora del grupo en una melodía bulliciosa. La cuarta pista «Heat» (en hangul: 열기, también llamado «9») es una pista pop y R&B con elementos de moombahton y tropical house y presenta un sonido más lento, maduro y metálico con un toque de EDM. «Perfect Love» es una canción de synth pop que fue descrita como la canción con "sonido más comercial" del álbum por Blockberry Creative. La última canción, «Stylish», es una canción pop. 

## Rendimiento comercial
+ + debutó en el número 2 en el Gaon Album Chart, en el número 4 en las listas estadounidenses World Albums y Heatseekers Albums, y en el número 20 en la Independent Albums.
El EP fue el sexto álbum más vendido de agosto de 2018, con 41 583 copias físicas vendidas. En septiembre, el EP vendió 5 903 copias adicionales para un total de 47 486 copias vendidas. El 15 de octubre, se informó que el álbum fue el álbum más vendido de un grupo de chicas que debutó en 2018, después de superar las 50 000 copias vendidas. El álbum vendió 52 823 copias físicas en 2018, siendo el segundo álbum más vendido de un grupo de chicas que debutó en 2018 después de Color*Iz de Iz*One, el 15º álbum más vendido de un grupo de chicas y el 80º álbum más vendido en general en 2018.

### Rendimiento de la reedición
X X debutó en el número 4 en la lista de álbumes mundiales de Estados Unidos con 2 000 descargas vendidas y 721 000 transmisiones de audio a pedido de sus canciones. También debutó en las listas de Estados Unidos en el número 8 en Heatseekers Albums y en el número 22 en Independent Albums. El EP también debutó en el número 10 en el Gaon Album Chart y alcanzó el número 3 en su segunda semana.
El EP fue el noveno álbum más vendido de febrero de 2019, con 26 563 copias físicas vendidas. También fue el 17º álbum más vendido de marzo de 2019, con 15 874 copias adicionales vendidas. También se ubicó en el puesto número 61 durante el mes de abril de 2019 con 2 837 copias adicionales vendidas, para un total de 45 274 copias vendidas.

## Reconocimientos
| Publicación | Álbum | Lista                                   | Posición | Ref.   |
| ----------- | ----- | --------------------------------------- | -------- | ------ |
| Billboard   | + +   | Los 20 mejores álbumes de k-pop de 2018 | 17       | [ 28 ] |
| Billboard   | X X   | Los 25 mejores álbumes de k-pop de 2019 | 5        | [ 29 ] |

## Lista de canciones
| + + — Edición estándar |                          |                           |                                                                                     |                           |          |  |
| N.º                    | Título                   | Letras                    | Música                                                                              | Arreglos                  | Duración |  |
| 1.                     | «+ +»                    |                           | Hwang Hyun Nopari GDLO (MonoTree) Artronic Waves Billie Jean (Badd) Slyberry (Badd) | Hwang                     | 0:59     |  |
| 2.                     | «Hi High»                | Jaden Jeong GDLO Hwang    | Hwang GDLO Mayu Wakisaka                                                            | Hwang GDLO                | 3:17     |  |
| 3.                     | «Favorite»               | Kim Soo-jeong Darly Jeong | Billie Jean Sophia Pae Slyberry Kim Jin-hyung (Badd)                                | Billie Jean Kim           | 3:15     |  |
| 4.                     | «Heat» (en hangul, 열기) | Seo Jeong-ah              | Brooke Toia Daniel Caesar Ludwig Lindell Adelen Steen                               | Toia Caesar Lindell Steen | 3:30     |  |
| 5.                     | «Perfect Love»           | Le'mon                    | Yoon Jong-seong (MonoTree) Le'mon                                                   | Yoon                      | 3:34     |  |
| 6.                     | «Stylish»                | Iggy (Oreo) Lambo (Oreo)  | Macdermid Emma O'Gorman Marc Lian David Brant Iggy                                  |                           | 3:29     |  |
| 18:09                  |                          |                           |                                                                                     |                           |          |  |

| X X — Reedición |                               |                               |                                                         |                             |          |  |
| N.º             | Título                        | Letras                        | Música                                                  | Arreglos                    | Duración |  |
| 1.              | «X X»                         |                               | Slyberry (Badd) Kim Jin-hyung (Badd) Billie Jean (Badd) | Slyberry Kim J. Billie Jean | 0:48     |  |
| 2.              | «Butterfly»                   | G-high (MonoTree) Jaden Jeong | G-high                                                  | G-high                      | 3:57     |  |
| 3.              | «Satellite» (en hangul, 위성) | ZNEE (153/Joombas) Jeong      | David Amber Ashley Alisha (153/Joomas)                  | Amber                       | 3:09     |  |
| 4.              | «Curiosity»                   | Park Ji-yeon (MonoTree)       | G-high Alisha                                           | G-high                      | 3:09     |  |
| 5.              | «Colors» (en hangul, 색깔)    | Darly Jeong                   | Billie Jean Hickee Kim J.                               | Billie Jean                 | 3:15     |  |
| 6.              | «Where You At»                | Park                          | Daniel Kim McKay Ylva Dimberg                           | D. Kim                      | 3:27     |  |
| 7.              | «Stylish»                     |                               |                                                         |                             | 3:29     |  |
| 8.              | «Perfect Love»                |                               |                                                         |                             | 3:34     |  |
| 9.              | «Heat» (en hangul, 열기)      |                               |                                                         |                             | 3:30     |  |
| 10.             | «Favorite»                    |                               |                                                         |                             | 3:14     |  |
| 11.             | «Hi High»                     |                               |                                                         |                             | 3:16     |  |
| 12.             | «+ +»                         |                               |                                                         |                             | 0:58     |  |
| 35:54           |                               |                               |                                                         |                             |          |  |